# سونیک کالرز
سونیک کالرز (به انگلیسی: Sonic Colors) بازی در ژانر پلتفرمر است که در سال ۲۰۱۰ توسط سگا منتشر شد. در این بازی سونیک در تلاش جلوگیری دشمنش دکتر اگمن از به بردگی گرفتن نژادی بیگانه و تسلط بر جهان است. گیمپلی بازی مشابه بازی‌های قبلی سونیک است و بازیکنان حلقه‌ها را جمع می‌کنند و دشمنان را شکست می‌دهند. جهت دوربین اغلب از دید سوم شخص به کنارپهلو تغییر می‌کند. همچنین بازی ویسپ‌ها را معرفی می‌کند، پاور آپ‌هایی که بازیکن می‌تواند برای افزایش قدرت حمله و رسیدن به مناطق جدید استفاده کند.
توسعه سونیک کالرز در سال ۲۰۰۸ و پس از تکمیل ساخت بازی سونیک آنلیشد آغاز شد. توسعه دهندگان با بررسی انتقادات از بازی‌های گذشته، سونیک را به تنها شخصیت قابل بازی تبدیل کردند و تلاش کردند تا سرعت و پلتفرمینگ را متعادل کنند. ویسپ‌ها برای تنوع بخشیدن به گیمپلی بدون کاهش سرعت آن معرفی شدند. دو نسخه از این بازی ساخته شد: یکی برای وی توسط سونیک تیم و یکی برای نینتندو دی اس توسط دیمپس. این بازی برای طیف جمعیتی گسترده‌تری نسبت به بازی‌های قبلی، به خصوص کودکان و طرفداران سری سوپر ماریو طراحی شده‌است.
در انتظار انتشار بازی، سگا شماری از بازی‌های سونیک را با امتیاز پایین‌تر از متوسط متاکریتیک را از لیست حذف کرد تا ارزش برند را افزایش دهد.
سونیک کالرز عموماً بازخوردهای مثبتی از منتقدان دریافت کرد که گرافیک، صدا، موسیقی متن، گیمپلی و ارزش تکرار آن را ستودند و بسیازی آن را بازگشتی به فرم برای سری می‌دانستند. با این حال، برخی از سختی و حالت چند نفره آن انتقاد کردند. این یک موفقیت تجاری بود و بیش از ۲ میلیون نسخه فروخت. پاور آپ‌های ویسپ که در سونیک کالرز معرفی شدند، به یکی از اجزای اصلی سری سونیک تبدیل شدند.
نسخه ریمستر شده نسخه نینتندو وی، سونیک کالرز آلتیمیت در ۷ سپتامبر ۲۰۲۱ برای ویندوز، نینتندو سوییچ، پلی استیشن ۴ و اکس باکس وان به عنوان بخشی از سالگرد ۳۰ سالگی سری سونیک منتشر شد.

## گیم پلی

### مقدمه و زمینه
سونیک کالرز بازی پلتفرمر است که خارج از فضا جریان دارد. بازیکنان سونیک جوجه تیغی را کنترل می‌کنند که هدفش نجات ویسپ‌ها است، نژادی بیگانه که توسط دکتر اگمن به بردگی گرفته شده‌است. مرکز اصلی بازی پارک تفریحی بین ستاره ای فوق‌العاده دکتر اگمن است، شهربازی بین سیاره ای که از پنج سیاره کوچک تشکیل شده که به یکدیگر زنجیر شده‌اند. سونیک باید از طریق این سیارات هدایت شود تا تا منبع انرژی در مرکز آنها را از بین ببرد.
هر سیاره به هفت قسمت تقسیم شده‌است: شش مرحله اصلی و یک باس. در هر مرحله بازیکنان باید سونیک را به سمت هدف هدایت کنند، درحالی که دشمنان را شکست داده و موانع را جاخالی می‌دهند. در مراحل باس، بازیکنان با یکی از روبات‌های بزرگ اگمن روبرو می‌شوند و باید آن را شکست بدهند. گیمپلی به‌طور یکپارچه بین دید کنارپهلو و سوم شخص تغییر می‌کند. پس از اتمام یک مرحله، به بازیکنان نسبت به عملکردشان نمره داده می‌شود که S بهترین است و D بدترین است. با پیشرفت بازیکن در بازی، سیارات برای انتخاب در دسترس قرار می‌گیرد. هنگامی که هر سیاره تکمیل شد، یه جایزه هفتم، که داستان را به پایان می‌رساند، باز می‌شود.
بازیکنان سونیک را با استفاده از وی ریموت (با یا بدون نانچاک)، کنترلر کلاسیک یا کنترلر گیم کیوب کنترل می‌کنند. سونیک بیشتر توانایی‌ها خود را از سونیک آنلیشد حفظ می‌کند، می‌تواند بوست سونیک (Sonic Boost) را اجرا کند که سرعتش را به شدت افزایش می‌دهد و به او اجازه می‌دهد تا از طریق اشیا مختلف ضربه وارد کند، یک حمله خانگی (Homing Attack) که به او اجازه می‌دهد تا دشمنان را از فواصل دور نابود کند و یک پای کوبی (Stomp) که به او توانایی نابود ساختن اشیا زیر خود را می‌دهد. در بعضی مراحل، بازیکنان با سرعت بالا فرستاده می‌شوند و باید مانور گام سریع (Quick Step) را برای جاخالی دادن دیوارها و سایر موانع انجام دهند. دیگران می‌بینند که سونیک از مکانیک دریفت (Drift) برای گذر از پیچ‌های تند استفاده می‌کند. همچنین به سونیک تونایی پرش دوتایی (Double Jump) داده شده‌است که به او امکان می‌دهد که یک پرش اضافی در هوا انجام دهد.
یکی از جنبه‌های اصلی سونیک کالرز توانایی فعال کردن پاور آپ‌های ویسپ است. هشت نوع مختلف از ویسپ‌ها وجود دارد که هر کدام مزیت منحصر به فرد خود را دارد که به رنگشان بستگی دارد. ویسپ‌های معمولی سفید رنگ به بازیکن این امکان را می‌دهد که در هر زمان سرعت خود را افزایش دهد. لیزر فیروزه ای سونیک را به لیزری تبدیل می‌کند که می‌تواند از سطوح جامد جهش کند تا مسیر لیزر را تغییر دهد و از خطوط برق عبور کند، درحالی که دریل زرد به سونیک اجازه می‌دهد تا در زمین نرم و آب حفاری کند. راکت نارنجی به سونیک اجازه می‌دهد تا به ارتفاعات بسیار بلند منفجر شود. اسپایکس صورتی به سونیک اجازه می‌دهد تا به دیوارها و سقف‌ها بچسبد و برای به دست آوردن سرعت و از بین بردن اجسام. چرخش سریع (Spin Dash) انجام دهد. هاور سبز سونیک را قادر می‌سازد تا شناور شود و به سرعت از خطوط حلقه‌ها عبور کند. کیوب آبی به سونیک این توانایی را می‌دهد که بلوک‌های آبی را به حلقه‌های آبی تبدیل کند و بلعکس. فرنزی بنفش سونیک را به موجودی دیوانه کننده تبدیل می‌کند که هر چیزی که در مسیرش باشد را خرد می‌کند و با ادامه خوردنش، اندازه اش افزایش می‌یابد.
مانند بازی‌های قبلی، سونیک حلقه‌های طلایی را جمع می‌کند که از او در برابر ضربه دشمن یا مانع حفاظت می‌کند، گرچه پراکنده می‌شوند و قبل از ناپدید شدن چشمک می‌زنند. سونیک بازی را با تعداد محدودی از جان شروع می‌کند. اگر بدون حلقه ضربه ببیند، یکی از جان‌هایش را از دست خواهد داد. اگر بازیکن جانهایشان را تمام کنند، با پیام پایان بازی روبرو خواهند شد.

### بخش چند نفره
سونیک کالرز دارای حالت همکاری دونفره به اسم شبیه‌ساز سونیک اگمن است که در آن بازیکنان ربات‌هایی به شکل سونیک یا شخصیت‌های می را از طزیق یک سری از مراحل کنترل می‌کنند. این مراحل را می‌توان با جمع‌آوری حلقه‌های ستاره سرخ که در هر مرحله پنهان شده‌است باز کرد. تمام کردن مراحل شبیه‌ساز سونیک به بازیکن زمردهای آشوب را جایزه می‌دهد و موقعی که هر هفت آنها جمع‌آوری شد، سونیک می‌تواند پس از جمع‌آوری ۵۰ حلقه در مراحل عادی تبدیل به سوپر سونیک شود. به عنوان سوپر سونیک، بازیکنان شکست ناپذیر هستند و می‌توانند بی‌نهایت سرعت بگیرند، اگرچه نمی‌تواند از ویسپ‌ها استفاده کنند و در هر ثانیه یک حلقه را از دست می‌دهند، زمانی که تعداد حلقه‌ها به صفر برسد به حالت قبل بر می‌گردند. این بازی همچنین دارای تابلوهای امتیازات آنلاین است که به بازیکنان امکان می‌دهد تا امتیازات خود را از طریق اتصال وای فای نینتندو آپلود کنند.

### نسخه نینتندو دی اس
برخلاف نسخه وی، نسخه نینتندو دی اس بازی سونیک کالرز یک پلتفرمر دوبعدی است که یادآور بازی‌های اصلی سگا جنسیس (شبیه به سبک سونیک راش و راش ادونچر) است که از صفحه نمایش دوگانه سیستم بهره می‌برد. موارد انحصاری به نسخه دی اس شامل مراحل ویژه کنترل شده با صفحه لمسی مشابه آنچه که در سونیک ۲ دیده می‌شود، ماموریت‌هایی با شخصیت‌های مختلف از سراسر سری، حالت چند نفره رقابتی و یک باس پایانی اضافی است. این بازی دارای ۲ نوع ویسپ اضافی است: برست قرمز که به سونیک اجازه می‌دهد در هوا منفجر شود و می‌تواند اشیا خاصی مانند بالون هوای گرم، چرخ و فلک و توپ‌های پاپ کورن را فعال کند. ووید بنفش که به سونیک توانایی شناور شدن و توانایی مکیدن اجسام نزدیک را می‌دهد و طی این فرایند بزرگتر می‌شود. طرح‌های مفهومی قابل باز کردن هم نیز گنجانده شده‌است.

## داستان
در هردو نسخه، دکتر اگمن یک شهربازی در فضا به اسم پارک تفریحی بین ستاره ای فوقالعاده اگمن باز می‌کند و ظاهراً برگ جدیدی را برمی‌گرداند و تخلفات گذشته را جبران می‌کند. این پارک از چندین جاذبه گردشگری سیاره ای تشکیل شده‌است، سونیک جوجه تیغی مشکوک و بهترین دوستش تیلز به تحقیق می‌پردازند. آنها با یاکر ملاقات می‌کنند که از گونه ای از موجودات فضایی به اسم ویسپ می‌آید. بعد از اینکه تیلز مترجمی را ختراع کرد تا با او ارتباط برقرار کند، متوجه می‌شوند که ویسپ‌های دیگر توسط اگمن به بردگی گرفته شده‌اند و او قصد دارد ار انرژی آنها برای لیزر کنترل ذهن استفاده کند که به او اجازه می‌دهد زمین را تسخیر کند.
سونیک اقدام به بازدید از سیارات، آزادسازی ویسپ‌ها و خاموش کردن ژنراتورهای متصل به شهربازی می‌کند. او در طول راه با بسیاری از دوستان خود ملاقات می‌کند که آنها نیز در حال جستجو در پارک هستند تا نقشه‌های اگمن را مختل کنند. بعد از اینکه سونیک ویسپ‌ها را آزاد می‌کند، اگمن سعی می‌کند توپ را به سمت جهان شلیک کند، اما یک قطعه خراب باعث می‌شود که آن را خراب کند. موقعی که شهربازی شروع به منفجر شدن می‌کند، سونیک با اگمن روبرو می‌شود. اگمن از نگا ویسپ برای قدرت بخشیدن به آخرین ابزار خود استفاده می‌کند، روباتی که از قدرت تمام ویسپ‌هایی که سونیک با او ملاقات کرده‌است استفاده می‌کند. با ضعیفتر شدن دستگاه، ویسپ‌ها فرار می‌کنند و به سونیک کمک می‌کنند تا اگمن را شکست بدهد و او را به فضا پرتاب کند. ویسپ‌ها سونیک را از شهربازی درحال انفجار خارج می‌کنند. یاکر درحال بازگشت سالم به زمین، از سونیک و تیلز تشکر می‌کند.
با اینحال در نسه دی اس، سونیک و تیلز به زودی متوجه می‌شوند که مادر ویسپ پیشرو توسط انرژی منفی آلوده شده و به نگا ویسپ مادر تبدیل شده‌است. سونیک با استفاده از قدرت زمردهای آشوب به سوپر سونیک تبدیل می‌شود و با او مبارزه می‌کند. به دنبال شکستش، مادر ویسپ به حالت عادی بازمی‌گردد و ویسپ‌ها راه خود را از دو فهرمان جدا می‌کنند.
در سکانس پس از تیتراژ، اگمن به همراه سرسپردگانش اوربات و کیوبات در فضا سرگردان دیده می‌شوند.

## توسعه
توسعه سونیک کالرز در سال ۲۰۰۸ و پس از تکمیل ساخت بازی سونیک آنلیشد آغاز شد. درحالی که آنها اکثر عناصر گیم پلی آنلیشد را حفظ کردند، توسعه دهندگان سونیک تیم و دیمپس تصمیم گرفتند در مقایسه با گیمپلی ساده آنلیشد، تعادلی برابر بین سرعت و پلتفرمینگ مشابه بازی‌های عرضه شده برای سگا جنسیس ایجاد کنند. به دنبال درخواست طرفداران، تیم همچنین تصمیم گرفت تا سونیک را به تنها شخصیت قابل بازی تبدیل کند و از مضامین ترفند مانند مکانیک شمشیر بازی استفاده شده در اسپین اف سونیک و شوالیه سیاه در سال ۲۰۰۹ صرفنظر کنند. تیم تصمیم گرفت سونیک کالرز را روی کنسول‌های نینتندو وی و دی اس توسعه دهد، با این امید که بتواند مخاطبانی را که توسط کراس اور موفق ماریو و سونیک در بازی‌های المپیک مجذوب شده بودند گسترش دهند.
یکی از اولین ایده‌ها این بود که محیط باید یک شهر بازی باشد. سپس تیم متوجه شدند که هر نوع شهربازی زمینی برای مهار ماجراهای سونیک بسیار کوچک است. از اینجا ایده یک پارک بین سیاره ای به وجود آمد که اجازه به خلاقیت و تنوع بیشتر در بازی می‌داد. توسعه دهندگان از دیزنی لند به عنوان منبع الهام بخش بصری استفاده کردند. سونیک تیم هم چیزی را می‌خواست که گیم پلی را متنوع کند، اما سرعت آن را کاهش ندهد. بنابرین، ویسپ‌ها به بازی اضافه شدند تا گیم پلی بازی را گسترش داده و تقویت کند، بدون اینکه بازیکن مجبور شود شخصیت‌های قابل بازی را تغییر دهد. هدف دیگر تشویق بازیکنان به بازدید مجدد مراحل تکمیل شده بود. سونیک تیم این کار را با اضافه کردن مراحلی که به انواع خاصی از ویسپ‌ها نیاز دارند به مراحل قبل از اولین حضور خود انجام دادند. نسخه وی از موتور فیزیک فیز اکس استفاده می‌کند که قبلاً برای سونیک و حلقه‌های مخفی محصول سال ۲۰۰۷ استفاده شده بود، درحالی که نسخه دی اس از همان موتور استفاده شده در سونیک راش محصول سال ۲۰۰۵ و دنباله اش استفاده می‌کند.
به گفته تاکاشی ایزوکا، سونیک کالرز برای جذب مخاطبان معمولی، به خصوص کودکان و طرفداران سری سوپر ماریو طراحی شده‌است. اظهارات ایزوکا مبنی بر اینکه نمی‌توان همه طرفداران سونیک را راضی کرد، در ابتدا کسانی را که از آثار قبلی مانند آنلیشد و سونیک ۴: قسمت ۱ لذت برده بودند، بیگانه کرد، اگرچه مدیر برند سگا، جودی گیلبرتسون بعداً توضیح داد که ما همچنین به دنبال ایجاد یک بازی هستیم. که برای گیمرهای جوانتر و همچنین طرفداران اصلی ما قابل دسترسی است. فیلمنامه توسط مشارکت کنندگان دوستان شاد درختی و مد ورلد، کن پونتاک و وارن گراف نوشته شده‌است. سونیک کالرز همچنین یکی از اولین بازی‌های سری است که از صداپیشگان انگلیسی انیمه سریالی سونیک اکس پس از انتخاب مجدد این سری در سال ۲۰۱۰ استفاده نکرد و راجر کریگ اسمیت نقش سونیک را بر عهده گرفت. از میان بازیگران سونیک اکس، تنها مایک پولاک در نقش دکتر اگمن بازی می‌کند.
سگا اولین بار سونیک کالرز را در یک پست وبلاگی در ۲۶ می ۲۰۱۰ معرفی کرد. نسخه‌های آزمایشی بازی در الکترونیک اینترتینمنت اکسپو ۲۰۱۰، گیمزکام، پنی آرکید اکسپو و توکیو گیم شو قابل بازی بودند. در ۴ نوامبر ۲۰۱۰، سگا یک رویداد اسکیت روی یخ یا موضوع سونیک کالرز در برایانت پارک در شهر نیویورک برگزار کرد. بردی گیمز همچنین یک راهنمای استراتژی رسمی منتشر کرد که در کنار بازی لانچ شد. در انتظار انتشار بازی، سگا چندین بازی سونیک را با امتیازات پایین‌تر از متوسط متاکریتیک از لیست حذف کرد تا ارزش برند را افزایش دهد. سونیک کالرز اولین بار در اروپا در ۱۱ نوامبر ۲۰۱۰ منتشر شد. پس از آن دز آمریکای شمالی در ۱۶ نوامبر ۲۰۱۰ و در ژاپن در ۱۸ نوامبر ۲۰۱۰ منتشر شد. افرادی که نسخه ژاپنی بازی را پیش خرید کرده بودند، یک کارت ویژه سازگار با بازی آرکید رکیشی تایسن گتنکا دریافت کردند که به سونیک اجازه می‌دهد در بازی ظاهر شود. افرادی که بازی را از طریق گیم استاپ در آمریکای شمالی پیش خرید کرده بودند، یک کلاه به شکل سونیک دریافت کردند. یک نسخه ویژه در اروپا فزوخته شد که شامل مجسمه‌های سونیک و ویسپ‌ها بود.

## موسیقی
امتیاز بازی توسط تومویا اوتانی، کنیچی توکوی، فومی کوماتانی، هیدکی کوبایاشی، ماریکو نانبا و ناوفومی هاتایا نواخته شده بود و به گونه ای نوشته شده بود که نسبت به امتیازات قبلی پر انرژی تر باشد. موسیقی بازی توسط ارکستر آمستردام سشن اجرا شد. ژان پل مخلوف از گروه الکترونیکی آمریکایی کش کش آهنگ آغازین بازی را با نام به ستاره‌ها برس اجرا کرد و برادرش الکس در خواندن آهنگ پایانی با قلبت صحبت کن به او پیوست. موسیقی متن بازی بر روی سه سی دی در ۱ دی ۲۰۱۰ در ژاپن منتشر شد و نسخه دیجیتال آن از طریق آی تیونز در ژانویه ۲۰۱۱ منتشر شد.

## بازخورد
بر اساس گزارش متاکریتیک، هر دو نسخه سونیک کالرز نقدهای به‌طور کلی مطلوب دریافت کردند. بازی همچنین از نظر تجاری بود. تا مارچ ۲۰۱۱، ۲٫۱۸ میلیون نسخه فروخت.
ارایه بازی با استقابل خوبی روبرو شد. پدرو هرناندز از نینتندو ورلد ریپورت گرافیک و انیمیشن‌های بازی را زیبا و جذاب توصیف کرد. آرتور گیز از آی جی ان آنها را جزو بهترین بازی‌های موجود در وی دانست و نورپردازی، جزییات و تنوع ارایه شده را تحسین می‌کرد. هرناندز و جین داگلاس از گیم اسپات، هردو صوت بازی را به دلیل تریکب جنبه‌های آشنای بازی‌های سونیک ستایش کردند، و داگلاس موسیقی متن موسیقی متن جذاب و پر انرژی را تحسین کرد که مناسب همه مراحل است. صداگزاری جدید مورد استقبال قرار گرفت. گیز توضیح داد که بازیگران نسبت به صداپیشگان قبلی خیلی کمتر آزار دهنده بودند و هرناندز صدای آنها را مناسب شخصیت‌ها می‌دانست.
گیم پلی بازی به ویژه برای ویسپ‌ها و ارزش تکرار بازی مورد تحسین قرار گرفتند. ال بیکهام از یوروگیمر تلفیق پلتفرمینگ و سرعت بازی را موفقیت‌آمیز دانست و همچنین استفادی از وی ریموت را ستود. گیس، داگلاس و جان مایر از وایرد تغییر از سوم شخص را به کنارپهلو را ستودند، که مایر آن را زیبا و نسجم توصیف کرد. متیو کیست از گیمز ریدار، ویسپ‌ها را بهترین ویژگی بازی نامید و عنصر بازگشت به مراحل قبلی را پس از باز کردن انواع بیشتر را به عنوان هوشمندانه توصیف کرد. تیم توری از گیم انفورمر ویسپ‌ها را به خاطر افزودن یک مکانیک جدید و جالب به گیم پلی را تمجید کرد گیس ویسپ‌ها را با پاور آپ‌های سری سوپر ماریو مقایسه کرد، گرچه احساس می‌کرد که کالرز همچنان متمایز و تازه است. با این حال داگلاس، پلتفرمینگ ساده را به جای استفاده استفاده از ویسپ‌ها ترجیح داد.
با این حال برخی از جنبه‌های بازی مورد انتقاد قرار گرفت. جیم استرلینگ در نوشتن برای دستراکتوید، سونیک کالرز را به طرز وحشتناکی طراحی شده توصیف کرد. آنها از کنترل و فیزیک بازی انتقاد کردند و احساس کردند که توسعه دهندگان به مشکلات موجود در بازی‌های قبلی رسیدگی نکرده‌اند و به این نتیجه رسیده‌اند که بازی ضعیف است. گیس هرناندز، میر، توری و کیست از سطح دشواری بالای بازی انتقاد کردند و کیست آن را هاردکور توصیف کرد. هم گیس و هم داگلاس درمورد شبیه‌ساز سونیک اگمن منفی صحبت کردند، گیز آن را غیر سرگرم‌کننده توصیف کرد و داگلاس آن را زشت خواند و در نهایت به این نتیجه رسیدند که بخش چند نفره ضعیف است. داگلاس همچنین یادآور شد که باس فایت‌ها تکراری هستند.
به‌طور کلی درمورد بازی، منتقدان احساس کردند که سونیک کالرز یکی از بهترین ورودی‌های سری سونیک است. آی جی ان آن را یکی از بهترین بازی‌های موجود برای وی معرفی کرد و جایزه کویک فیکس سال ۲۰۱۰ را به آن عطا کرد. داگلاس نتیجه گرفت که صاحبان وی نباید فرصتی را برای بازی با سونیک در بهترین حالت خود از دست بدهند. امپایر کالرز را بازگشتی به فرم برای این سری در نظر گرفت که محبوبیت آن در سال‌های اخیر پس از تعدادی بازی ضعیف مانند ریبوت سال ۲۰۰۶ کاهش یافته بود.

## میراث
سونیک کالرز پاور آپ‌های ویسپ را معرفی کرد که به یکی از از اصلی‌ترین بخش‌های سری سونیک تبدیل شد. بازی‌های داری ویسپ‌ها عبارتند از سونیک جنریشنز (۲۰۱۱)، سونیک لاست ورلد (2013) و سونیک فورسز (2017). داستان سونیک کالرز در سری کتاب‌های مصور آرچی سونیک اقتباس شده‌است.
سونیک جنریشنز به مناسبت سالگرد ۲۰ سالگی سری منتشر شد و جنبه‌های مختلفی از ورودی‌های گذشته را بازسازی کرد. نسخه ای از بازی که برای اکس باکس ۳۶۰، پلی استیشن ۳ و مایکروسافت ویندوز منتشر شده شامل نسخه ای بازسازی شده از مرحله سیاره ویسپ سونیک کالرز است. نسخه ای از بازی که برای نینتندو ۳دی اس منتشر شده شامل بازسازی مرحله تفریح گاه گرمسیری است.

## سونیک کالرز آلتیمیت
در می ۲۰۲۱، نسخه ریمستر شده، سونیک کالرز آلتیمیت برای عرضه بر روی پلی استیشن ۴، اکس باکس وان، نینتندو سوییچ و ویندوز (از طریق فروشگاه اپیک گیمز) اعلام شد. این بازی توسط بلایند اسکورل گیمز به عنوان بخشی از سالگرد ۳۰ سالگی سری ساخته شد، در ۷ سپتامبر ۲۰۲۱ در سرار جهان و در ۹ سپتامبر همان سال در ژاپن و آسیای شرقی منتشر شد. نسخه ای برای آمازون لونا در ۲۱ آوریل ۲۰۲۲ در دسترس قرار گزفت.
ریمستر که بر اساس نسخه وی ساخته شده‌است، همراه با بهبود جلوه‌های بصری، نرخ فریم بهبود یافته، موسیقی متن ضبط شده جدید، دارای اضافیات جدیدی شامل کمک تیلز، پاور آپ ویسپ جید گوست از بازی تیم سونیک ریسینگ است که به سونیک اجازه می‌دهد که از اجسام جامد عبور کند و به مسیرهای جدیدی دسترسی پیدا کند، حالت شتاب رقابتی (Rival Rush) که در آن بازیکنان با متال سونیک مسابقه می‌دهند، گزینه‌های تزیینی قابل باز کردن از جمله برخی بر اساس فیلم محصول سال ۲۰۲۰، تعدادی صوت جدید از کیت هیگینز، که نقش خود را به عنوان صدای تیلز از بازی اصلی به زبان انگلیسی (ریو هیروهاشی در ژاپنی) تکرار می‌کند و اضافه شدن صداگذاری به زبان‌های فرانسوی، آلمانی، ایتالیایی و اسپانیایی. همزمان با انتشار بازی یک مینی سریال انیمیشنی دو قسمتی با نام سونیک کالرز: ظهور ویسپ‌ها در اوت ۲۰۲۱ منتشر شد.

### بازخورد
مدت کوتاهی پس از دسترسی اولیه به آن در ۳ سپتامبر، چندین کاربر توییتر شروع به گزارش چندین باگ و ایرادات فنی کردند که در نسخه اصلی وجود نداشت، به ویژه نسخه سوییچ به دلیل داشتن مشکلات فنی بسیار بیشتر از سایر نسخه‌ها، مانند نرخ فریم پایین‌تر از سایر نسخه‌ها، زمان بارگزاری به‌طور قابل توجهی طولانی‌تر و نورهای چشمک زنی که می‌تواند باعث ایجاد تشنج صرعی حساس به نور بالقوه شود، مورد تمسخر قرار گرفت. برخی از این مشکلات از آن زمان اصلاح شده‌اند و برخی دیگر قرار است در آینده اصلاح شوند. بازخورد نسبت به موسیقی ریمیکس شده هم متوسط یوده است. علاوه بر این، افرادی که داده کاوی از طریق نسخه رایانه شخصی بازی انجام داده‌اند دریافتند که از موتور گودات بدون اعتبار مناسب استفاده کرده‌است، که پس از آن بلایند اسکورل اظهار داشت که در یک بروز رسانی آن را رفع خواهند کرد.
سونیک کالرز آلتیمیت براساس جمع‌آوری نقد‌های متاکریتیک، نقدهای متوسطی را دریافت کرد.